# Wilhelm Lützow
Wilhelm Bernhard Adolf Emil "Willy" Lützow (født 19. maj 1892 i Esslingen am Neckar, meldt savnet 31. oktober 1915) var en tysk svømmer, som deltog i OL 1912 i Stockholm.
Lützow stillede op for Magdeburger Schwimmclub von 1896 og blev udtaget til OL 1912. Her var han tilmeldt i to brystsvømningsdiscipliner. På 200 m vandt han sit indledende heat i ny olympisk rekordtid (3.07,4 minutter), en tid der senere i konkurrencen blev slået flere gange, blandt andet i semifinalen, hvor hans landsmand Walther Bathe besejrede Lützow, der dog stadig kvalificerede sig til finalen. Her gik det på samme måde: Bathe vandt i rekordtiden 3.01,8 minutter, mens Lützow blev toer, mere end tre sekunder langsommere, og endnu en tysker, Paul Malisch, blev nummer tre. På 400 m vandt han sit indledende heat og sin semifinale, men han gennemførte ikke finalen (der også blev vundet af Bathe).'
Han var medlem af broderskabet Ghibellinia i Stuttgart, der var kendt for sine dueller. Under første verdenskrig blev han løjtnant og blev meldt savnet efter slaget ved Tahure i nærheden af Marne.